# Carlow GAA
Le Carlow County Board of the Gaelic Athletic Association ou plus simplement Carlow GAA est une sélection de sports gaéliques basée dans la province du Leinster. Elle est responsable de l’organisation des sports gaéliques dans le comté de Carlow et des équipes qui le représente dans les rencontres inter-comtés. 

## Histoire
Le seul résultat probant de Carlow en football gaélique est un titre de champion du Leinster gagné en 1944
C'est en fait au niveau des clubs que Carlow s'en sort le mieux. Éire Óg a remporté cinq fois le titre de champion du Leinster et est parvenu en finale du Championnat d’irlande en 1993 battu seulement par le club du comté de Cork O'Donovan Rossa 1-7 à 0-8.
En hurling Carlow a remporté la Christy Ring Cup en 2008. C'est l'équivalent de la deuxième division nationale. Ils ont battu Westmeath GAA en finale (après prolongations) 3-22 à 4-16

## Palmarès

### Football gaélique
- All-Ireland Senior Football Championships : 0
- Leinster Senior Football Championships : 1
  - 1944

### Hurling
- All-Ireland Senior Hurling Championships : 1
  - Christy Ring Cup (D2) 2008
- Joueur All Stars : 1
  - Paddy Quirke